# Hoy te vi
Hoy te vi es una serie de televisión venezolana que fue producida y transmitida por RCTV en el año 1998. Es una producción juvenil enfocada a los adolescentes y sus inquietudes, la dirección corre a cargo de Renato Gutiérrez y la idea original es de Basilio Álvarez y Laura Bottome quienes aseguraron que cada capítulo tiene "la intención de plasmar la vida como una inmensa fábrica de recuerdos".

## Sinopsis
Nicolás, Iván, Ricardo, Napoleón y Gerardo son cinco adolescentes en la búsqueda de un sueño que cambiará sus vidas para siempre. Los cinco forman parte de Máximo Nivel un grupo musical que se encarga de darle vida a esta historia llena aventuras, amor, alegrías y locuras adolescentes.
La protagonista principal de esta juvenil historia, es la música, sobre la cual gira toda la trama, alrededor de ella éstos cinco chicos van construyendo sus sueños de ser famosos, de desafiar a la familia, de contribuir con una noble causa o de disfrutar el momento hasta que la vida lo permita.
A lado de estos cinco jóvenes están siempre cinco mujeres que los acompañan y les brindan su amor y apoyo y juntos se encargan de vencer todas las barreras y los obstáculos que les dificulten llegar a su meta, a veces sufriendo las consecuencias de las decepciones hasta descubrir que muchas veces el dinero no es lo más importante sino que, por el contrario los buenos siempre consiguen mejores cosas que el dinero.
Todos luchan desesperadamente por conseguir el éxito y la fama, sin embargo los desamores, el dolor y las interferencias familiares trataran de detenerlos, pero finalmente con la ayuda de un viejo amigo que confía en ellos y les ayudará a mantener a salvo su secreto conseguirán lo que durante tanto tiempo han anhelado.
La increíble conexión entre todos los jóvenes amigos crea un maravilloso vínculo de amor, riesgos y aventura. Desde el éxito hasta el fracaso de la fama y sus inesperadas consecuencias, esta es una historia que habla de pasión, amistad, comunicación y superación, pero más que nada es una historia que habla de cómo crecer.

## Elenco
- Chantal Baudaux como Jéssica Linares Urdaneta.
- Sandy Olivares como Nicolás Gómez Pereira.
- Alejandro Loynaz como Luis Guillermo Villanueva "Luis G."
- Luis La Rosa como Ricardo Gómez Pereira.
- Concetta Lo Dolce como Andrea D'Ascoli Borsari.
- Nacho Huett como Iván José Gómez Pereira.
- Ámbar Díaz como Josefina "Fefi" Serrano.
- Ramón Castro como Napoleón Serrano.
- Mirela Mendoza como Liliana Mungarrieta Henríquez.
- Hernán Díaz como Gerardo Arrieta.
- Natalia Romero como Teresa del Carmen "Teresita" Robles.
- Damián Genovese como Jorge Cuevas Miquelarena.
- Bebsabé Duque como Tibisay Luna.
- Joel Borges como Daniel "Danny" Ríos Vizcarrondo.
- Manuel Díquez como Manuel (Él mismo).
- Jerónimo Gil como Johnny "John" William Fuentes.
- Luis Daniel Gómez como Esteban.
- Hernán Mejía como Caliche.
- Iván Tamayo como Augusto Linares Zavaleta.
- Rebeca Costoya como Catalina Urdaneta de Linares.
- Ernesto Balzi como Iván José Pereira.
- Flor Elena González como Eva Gómez de Pereira.
- Miguel Alcántara como Atanasio Arrieta.
- María Cristina Lozada como Eusebia Robles Palomar.
- Alejo Felipe (†) como Benito Castro Carras - Sr. Casca.
- Héctor Campobello como Mario D'Ascoli.
- José Félix Cárdenas como el Dr. Dumpiérrez
- Jaime Urribarri como Cristiano.
- Andy Rodríguez como José "Cheito" Gómez Pereira.
- Yorman González como Antonio "Toñito" D'Ascoli Borsari.
- Karen Pita como Ninoska Linares Urdaneta.
- Andreína De Sousa como Karina Linares Urdaneta.
- Gisvel Ascanio como Isabel Gutiérrez.
- Eduardo Gadea Pérez como el abuelo José Iván Pereira (espíritu).
- Sheyene Gerardi como Perla.
- Manuel Sosa (actuación juvenil).

## Producción
- Titular de Derechos de Autor de la obra original - Radio Caracas Televisión (RCTV) C.A.
- Producida por - Radio Caracas Televisión C.A.
- Vicepresidente de dramáticos - José Simón Escalona
- Original de - Basilio Álvarez y Laura Bottome
- Escrita por - Hernán Díaz, Benjamín Lafort, Elio Torres
- Libretos de - Annie Van Der Dys, Ana Carolina López, Rossana Negrín, Zaret Romero, Basilio Álvarez, Laura Bottome
- Dirección General - Renato Gutiérrez
- Producción Ejecutiva - Arsenia Rodrigues
- Producción General - Jaime Dos Reis
- Dirección de Exteriores - Luis E. Padilla
- Sonido - Franklin Ostos
- Música Incidental - Enrique Bravo
- Montaje Musical - Rómulo Gallegos, Edgar Sánchez
- Coordinador - Joel Arcia
- Diseño de Vestuario - José Gregorio Corro
- Edición - Fernando García
- Producción de Exteriores - Ana Vizoso
- Diseño Escenográfico - Ivonne Segura
- Dirección de Fotografía - Rafael Marín